# 磯野計
磯野 計（いその はかる、1858年9月〈安政5年8月〉 - 1897年〈明治30年〉12月14日）は、日本の明治期の実業家。明治屋を創業した。

## 生涯

### 幼少期
安政5年8月（1858年9月）、美作国津山（現在の岡山県津山市）で、父の津山藩士・磯野湊と母・常の次男として生まれる。磯野家と母の実家の太田家は、ともに藩内で最上格の御譜代（明治維新時は35家）に含まれていた。幼少期は四書五経を学び、明治元年（1868年）に10歳で神戸に出て、箕作麟祥の塾で英学を学んだ。翌明治2年（1869年）3月に麟祥が上京したため、計は津山に戻っている。
津山で数ヶ月間過ごした後、藩の留学生として上京すると箕作秋坪の三汊学舎に入塾して英語を学び、秋坪の助手的な役割を務めるようになった。なお、久原躬弦や宇田川榕之助ら5名も同時に藩から留学している。さらに神保町にあった箕作麟祥の塾にも通い、久原・宇田川らと共に法律学を学んだ。同年10月には津山藩で政変が起き、父の湊は藩政改革を密かに企んだとして家名断絶を宣告されている。計はこれに悩み、2回ほど両国橋で自殺を考えた。

### 青年期
英語の能力などを高く評価された事から、明治3年8月（1870年9月）に貢進生に選ばれて大学南校に入学した。色黒で眉毛が濃いため、台湾の生蕃のようだとして「台さん」という渾名がつけられたという。在学中は増島六一郎や大久保利和を最も信頼していた。1879年（明治12年）に東京大学法学部を卒業し、増島らと共に東京攻法館で代言人（現在の弁護士）事業を始めた。しかし当時は代言人に対する世間的な評価は低く、活動は低調だった。
事業への理解と支援を求めて1879年に共存同衆に入会し、ここで会員の豊川良平と面識を得た。豊川からは高い評価を受け、増島らと共に郵便汽船三菱会社（現・日本郵船）の給費留学生に選ばれて1880年（明治13年）からイギリスに留学した。計は回船仲立業者のノリス＆ジョイナー商会で実務に就き、複式簿記などの知識を身につけている。なお、ここで商業を選んだのは津山藩で学んだ石門心学も影響したと考えられている。1884年（明治17年）に留学を終えて三菱の新造した「横浜丸」の事務長となり、同船に乗って帰国した。帰国後は代言人を辞めて郵便汽船三菱会社に入り、神戸港で荷受所の現場監督に就いている。
また、この頃に共存同衆の小野梓から東京専門学校（現・早稲田大学）の教授に招聘されたが、企業活動への関心が高い事から辞退した。私生活では妻・福子との間に菊子が生まれ、間もなく福子が亡くなっている。

### 明治屋創業以降
神戸港で勤務していた頃、同社の船舶の食料品・雑貨類はイギリスやデンマークの商社が独占的に納入していた。これを見て計はシップチャンドラー（資材・食糧などの船舶納入業）を始めることを決意し、1885年（明治18年）9月に日本郵船が設立されると同社への雑貨納入権を獲得し、10月に三菱を退職して横浜で明治屋を創業した。このころより米井源次郎と協力関係が始まる。明治屋は、船舶納入業の他に食料品の卸売・小売、酒や煙草の輸入業務も行なった。なお当時は食料品販売は「賎業」とも評され、友人の中村弥六や大久保利和も計の心境をいぶかしむほどだったという。
明治屋は外国の一般船やアメリカ、イギリスの軍艦などとも取引を行なうようになり、業務を拡大していった。この頃、ジャパン・ブルワリー（現・麒麟麦酒）が日本全国でのビール販売開始を検討しており、日本郵船で面識のあったブルワリー社書記のタルボットに計は代理店契約の締結を申し込んでいる。結果、トーマス・ブレーク・グラバーの推薦もあって1888年（明治21年）5月7日に国内総代理店として契約を締結した。これによって直営地域の横浜・長崎以外での販売権を明治屋が獲得し、明治屋の支払能力については豊川良平と鶴原定吉が5万円まで個人補償をする事となった。
ビール販売に際しては、販売網の整備とともに広告・宣伝業務に力を入れた。計は様々なアイディアを出し、大阪では音楽隊、横浜ではキリンビールのマークを大書した幌馬車を用い、後者は横浜名物ともされた。また1889年（明治22年）には新橋駅で日本初のイルミネーション看板を設置したほか、1890年（明治23年）の内国勧業博覧会ではビール樽の形のビアホールを出店し、芸者・ぽん太の美人画ポスターを配布している。
1894年（明治24年）には造船用資材などの輸入販売を目的とした明治屋輸出入店を設立し、グラスゴーにも拠点を置いた。1897年（明治27年）にはこれを磯野商会と改称している。1895年（明治25年）には日本製糖（現・DM三井製糖ホールディングス）の設立に携わるなど精力的に活動した。
1897年（明治30年）12月14日）、ハイキン症（肺炎）のため39歳で逝去。またいとこの米井源次郎が娘・菊子の後見人および明治屋の2代目社長に就いている。

## 家族
妻の福子は幕臣・広瀬秀雄の娘で、海岸女学校卒の才媛だった。姉の広瀬常は森有礼の元妻（離婚）。作家の森本貞子は、静岡事件の首謀者・広瀬重雄は常・福子姉妹の実家を相続した養子で、事件当時妊娠中であった福子は事件のショックで精神的に打撃を受け、出産後急死したとしている。